# محراب بیک اصفهانی
محراب بیک اصفهانی (درگذشت ۱۰۶۱ ه‍ .ق) از خوشنویسان و نستعلیق‌نویسان صاحب‌نام سده یازدهم هجری است که از اهالی شهر اصفهان بود. او از شاگردان میرعماد خوشنویس بزرگ هم عصر با شاه عباس بود. 
او به پرهیزکاری و صفات حمیده موصوف بوده است. تاریخ وفاتش سال ۱۰۶۱ ه‍ .ق است. این خوشنویس آثار اندکی از خود به یادگار گذاشته است. 